# Copa Mercosur
Copa Mercosur byla fotbalová soutěž pořádaná od roku 1998 do roku 2001 jihoamerickou konfederací CONMEBOL. Jednalo se o pohár, jehož se mohly účastnit pozvané populární kluby z Brazílie, Argentiny, Chile, Uruguaye a Paraguaye.

## Historie
Copa Mercosur vznikl roku 1998. Hrály ho pozvané nejpopulárnější, a tedy i nejslavnější kluby z Brazílie (7 míst), Argentiny (6), Chile (3), Uruguaye (2) a Paraguaye (2). Pohár tak hrálo každý ročník skoro stejných 20 týmů. Obdobou pro kluby ze severnějších zemí  byl Copa Merconorte. Pohár Mercosur se hrál ve 2. polovině roku (stejně jako Copa CONMEBOL a Copa Merconorte a na rozdíl od Poháru osvoboditelů). Copa Mercosur a Copa Merconorte byly v roce 2002 nahrazeny Copa Sudamericana.
Hrálo se 5 skupin po 4 týmech. Jejich vítězové a nejlepší 3 týmy na 2. místech postoupili do čtvrtfinále.
Nejúspěšnějším týmem je Palmeiras s 1 vítězstvím a 2 dalšími účastmi ve finále.
Romário vyhrál pohár v roce 1999 s Flamengem i v roce 2000 s Vasco da Gama a v obou ročnících byl králem střelců turnaje.

## Účastníci
BrazílieCorinthians (4 účasti), Cruzeiro (4), Flamengo (4), Palmeiras (4), São Paulo (4), Vasco da Gama (4), Grêmio (3), Atlético Mineiro (1)
 ArgentinaBoca Juniors (4), Independiente (4), River Plate (4), San Lorenzo (4), Vélez Sársfield (4), Racing (2), Rosario Central (1), Talleres (1)
 ChileColo-Colo (4), Universidad Católica (4), Universidad de Chile (4)
 UruguayNacional (4), Peñarol (4)
 ParaguayCerro Porteño (4), Olimpia (4)

## Finalisté
| Tým           | Vítěz | Finalista | Roky vítěz | Roky finalista |
| ------------- | ----- | --------- | ---------- | -------------- |
| Palmeiras     | 1     | 2         | 1998       | 1999, 2000     |
| Flamengo      | 1     | 1         | 1999       | 2001           |
| San Lorenzo   | 1     | 0         | 2001       | —              |
| Vasco da Gama | 1     | 0         | 2000       | —              |
| Cruzeiro      | 0     | 1         | —          | 1998           |